# Коста Силва, Антонио Фелипе
Антонио Фелипе Коста Силва (порт.-браз. Antonio Feliphe Costa Silva; род. 18 октября 2001, Боа-Виста), более известный как Фелипиньо (порт.-браз. Felipinho) — бразильский футболист, опорный полузащитник клуба «Атлетико Паранаэнсе».

## Клубная карьера
Фелипиньо — воспитанник клубов «Экстремо Норте» и «Сан-Раймундо». В 2020 году он дебютировал за основной состав последних. В 2023 году игрок Фелипиньо перешёл в «Понте-Прета». 15 февраля в поединке Лиги Паранаэнсе против «Линенсе» игрок дебютировал за основной состав. 22 апреля в матче против «Крисиума» он дебютировал в бразильской Серии B. 3 мая в поединке против «Ботафого» из Рибейран-Прету игрок забил свой первый гол за «Понте-Прета».
В 2024 году Фелипиньо перешёл в «Атлетико Паранаэнсе». 15 февраля в поединке Лиги Паранаэнсе против «Операрио Ферровиарио» игрок дебютировал за основной состав. 14 апреля в матче против «Куябы» он дебютировал в бразильской Серии A.